# 聚花槲寄生
聚花槲寄生（学名：Viscum loranthi）是桑寄生科槲寄生属的植物。分布在印度尼西亚、菲律宾、印度以及中国大陆的云南等地，生长于海拔1,200米至2,600米的地区，见于山坡阔叶林中、滇藏钝果寄生、桑寄生科的松柏钝果寄生和短柄梨果寄生的茎上，目前尚未由人工引种栽培。